# Neo-Feudalismus
Als Neo-Feudalismus bezeichnen einige Sozialwissenschaftler die von ihnen dargestellte Einführung feudalismus-analoger Organisationsformen in einer modernen wirtschaftlichen, politischen und gesellschaftlichen Ordnung, die nicht mehr als kapitalistisch, marktwirtschaftlich, konkurrenzwirtschaftlich und demokratisch charakterisiert werden kann.

## Geschichtliche Einordnung
Die historische Bewegung vom Feudalismus zum modernen Staat und dann zur politischen Demokratie begann im späten Mittelalter und in der frühen Neuzeit. Der Höhepunkt der Demokratisierung in den USA waren die 1960er und 1970er Jahre. Ab den 1980er Jahren verlagerte sich die Macht erneut. 
Ganze Domänen wurden an private Einrichtungen zurückgegeben, die ermächtigt wurden, quasi-staatliche Funktionen auszuüben und ihre eigenen proprietären Rechtssysteme zu schaffen.
Durch die Bankenkrise 2008 wurde dieser Prozess noch beschleunigt. Diese Entwicklungen wurden als „Deregulierung“ und „Privatisierung“ beschrieben.
1958 erwähnte John Kenneth Galbraith als einer der ersten den Begriff „Neo-Feudalismus“ in seinem Werk The Affluent Society.

## Bedeutung
„Feudalistische“ Elemente werden in der Wiederaufnahme von politischen Entscheidungsstrukturen, wirtschaftlichen Besitz- und Machtverhältnissen und der Organisation der Öffentlichkeit gesehen, die für feudale Gesellschaften kennzeichnend seien, wie z. B. Rechte, Einflussmöglichkeiten und Besitzansprüche, die eine Bevölkerungsgruppe privilegieren. Diese Gruppe vererbe ihre Stellung oder erweitere sich durch Kooptation, ähnlich dem früheren Adel, der seine Privilegien aus Herkunft und Abstammung mit Berufung auf eine göttliche Ordnung begründet habe. Die Masse der Bevölkerung sei von diesen Privilegien ausgeschlossen oder partizipiere nur in eingeschränktem Maße an ihnen. Der Aufstieg in diese Gruppe sei abhängig von den Beziehungen zu Angehörigen dieser Schicht und die Förderung durch sie.
In Verbindung zum Neo-Feudalismus werden Aspekte der soziologischen Struktur der Gesellschaft behandelt, Fragen der Globalisierung (multinationale Unternehmen, die als Machtzentren interpretiert werden), der neokonservativen Außenpolitik (Formen der Durchsetzung von Interessen gegen andere Staaten), die Masseneinwanderung/illegale Einwanderung, die Politik der offenen Grenzen (in Verbindung mit der dargestellten Auflösung des Nationalstaats), und die Verbindung von Staats- und Wirtschaftsinteressen (Neokorporatismus, Lobbyismus).

## Abgrenzung zum Begriff Refeudalisierung
Mit dem Begriff Re-Feudalisierung wird im weiteren Sinne meist der Prozess der Wiederaufnahme originärer Mechanismen und Beziehungen bezeichnet, die ursprünglich dem mittelalterlichen europäischen Feudalismus oder einem feudalistischen Idealtypus zugeschrieben wurden. In diesem weiteren Sinne überschneidet sich der Begriff Re-Feudalisierung mit Neo-Feudalismus. Neo-Feudalismus im engeren Sinne bedeutet die Neuaufnahme in einem andersartigen wirtschaftlichen und sozialen Kontext.

## Interpretationsansätze: Privatisierung politischer Macht

### Habermas: Strukturwandel der Öffentlichkeit
Jürgen Habermas’ Theorie der Öffentlichkeit basiert auf seinen Forschungen über die bürgerliche Klasse des achtzehnten Jahrhunderts in Großbritannien, Frankreich und Deutschland; sein Schlüsselwerk zum Thema ist Strukturwandel der Öffentlichkeit (1962). Der gewonnene Raum für die Öffentlichkeit kommt in private Hände zurück. Diesen Prozess bezeichnet Habermas als „Refeudalisierung der öffentlichen Sphäre“. „Habermas diskutierte die zangenartige Bewegung, in der der spätmoderne Konsumkapitalismus versucht, uns einerseits zu unreflektierten Massenkonsumenten zu machen, während politische Akteure, Interessengruppen und der Staat versuchen, uns andererseits zu unreflektierten Massenbürgern zu machen“.
Für Habermas ist Öffentlichkeit „ein Raum, in dem alle Bürger kritisch, substantiell und rational über öffentliche Politik debattieren können“ (obwohl dies nicht unbedingt in einem einzigen physischen Raum existiert: er kann auch z. B. durch Zeitungen konstituiert werden). In ihrer idealen Form besteht die Öffentlichkeit „aus Privatpersonen, die als Öffentlichkeit versammelt sind und die Bedürfnisse der Gesellschaft mit dem Staat artikulieren“. Die öffentliche Sphäre ist die Quelle der öffentlichen Meinung, die benötigt wird, um „die Autorität in einer funktionierenden Demokratie zu legitimieren“. Habermas unterschied zwischen Lebenswelt und System. Die öffentliche Sphäre ist Teil der Lebenswelt und sie ist der unmittelbare Schauplatz des einzelnen gesellschaftlichen Akteurs. Habermas wandte sich gegen jede Analyse, die die gegenseitige Abhängigkeit der Lebenswelt entkoppelt.
Habermas’ Analyse betont die mündliche Kommunikation: Er geht davon aus, dass sich Öffentlichkeit am effektivsten durch Dialog, Reden, Debatte und Diskussion konstituieren und aufrechterhalten lässt. In seinen weiteren Überlegungen behauptet Habermas, dass die öffentliche Debatte durch „meinungsbildende Vereine“ – das sind freiwillige Vereinigungen, soziale Organisationen wie etwa von Kirchen, Sportvereinen, Gruppen besorgter Bürger, Basisbewegungen, Gewerkschaften – angeregt werden könne, um den Botschaften der Autorität entgegenzuwirken oder sie neu zu gestalten. Diese Öffentlichkeit habe sich erstmals Ende des siebzehnten Jahrhunderts in Großbritannien gebildet. Das Ergebnis sei der Licensing Act (1695) grwesen, der es Zeitungen erlaubte, ohne die Zensur der Königin zu drucken, was sie wollten. Allerdings habe es immer noch strenge Gesetze gegeben.
Für Habermas ist ein wesentliches Merkmal des Feudalwesens, dass eine kleine Zahl von Individuen den öffentlichen Staat verkörpert: ein König oder ein Regent ist das Reich (Habermas nannte dies „repräsentative Öffentlichkeit“). Habermas sieht in der bürgerlichen Öffentlichkeit des achtzehnten Jahrhunderts einen positiven Kontrast zu dieser Situation. Für das 20. Jahrhundert konstatiert er den Aufstieg von Werbung, Marketing und „Public Relations“, die versuchen, die Öffentlichkeit zu manipulieren und kritisches Denken zu verhindern. Habermas stellt dar, dass der Staat, die politischen Parteien und Interessengruppen zunehmend die gleichen Methoden anwandten, um Zustimmung zu gewinnen.
Die Integration von Massenunterhaltung und Werbung, die in Form von Öffentlichkeitsarbeit bereits einen „politischen“ Charakter annimmt, unterwirft selbst den Staat unter seinen Kodex. Da private Unternehmen ihren Kunden bei Konsumentenentscheidungen das Bewusstsein der Bürger suggerieren, muss der Staat seine Bürger wie Konsumenten „ansprechen“. Die öffentliche Gewaltanwendung fordert also auch die Öffentlichkeit.
Einige neuere Kommentatoren haben argumentiert, dass die Politik des Amerika des einundzwanzigsten Jahrhunderts und des Westens im Allgemeinen die von Habermas beobachteten Trends weiterführen.

### Immanuel Wallerstein
An Jürgen Habermas’ Begriff der „Re-Feudalisierung“ anschließend äußerte sich Immanuel Wallerstein 1992 zur globalen Entwicklung und nannte unter anderem den Neo-Feudalismus. Damit bezog er sich auf autarke Regionen mit einer lokalisierten Hierarchie und High-Tech-Gütern, die nur für die Elite verfügbar seien.

### Clifford Shearing
Laut Les Johnston war Clifford Shearings theoretischer Ansatz des Neofeudalismus maßgebend. Shearing „verwendet diesen Begriff in einem begrenzten Sinne, um die Aufmerksamkeit auf die Entstehung von Domänen des Massenprivatbesitzes zu lenken, die auf unterschiedliche Weise 'eingezäunt' werden“. Lucia Zedner hält dieses Verständnis des Begriffs Neo-Feudalismus für zu eng; der Vergleich von Shearing ziehe nicht explizit genug Parallelen zu früheren Regierungsformen.
Der Neofeudalismus stellt eine großräumig organisierte Wirtschaftsordnung dar. Dazu gehört wesentlich, so Bruce Baker, die enge Zusammenarbeit von staatlichen und nicht-staatlichen polizeilichen Sicherheitskräften.
Die Bedeutung des Vergleichs mit dem Feudalismus besteht für Randy Lippert und Daniel O’Connor darin, dass die Konzerne über eine ähnliche oder größere politische Macht verfügen als Regierungen.
Für Slavoj Žižek ist – in Anlehnung an Jodi Dean – das wichtigste Merkmal des sich ankündigenden Neofeudalismus die Privatisierung von Gemeingütern (z. B. von digitalen Plattformen), aus denen Megakonzerne Monopolrenten beziehen.

### Sighard Neckel
Für Sighard Neckel stellt der Aufstieg des finanzmarktbasierten Kapitalismus im späten zwanzigsten Jahrhundert eine Re-Feudalisierung der Ökonomie dar. Der Finanzmarkt-Kapitalismus sei nicht mit Kategorien des Liberalismus zu begreifen. Die Form, wie Einkommen, Anerkennung und Macht verteilt werden, entspricht seiner Auffassung nach vormodernen Mustern: „Wer reiche Eltern hat, wird reich.“ Die Herkunft ist wieder „absolut ausschlaggebend für die soziale Platzierung“. Die Oberschicht sei wie der frühere Adel jeder gesellschaftlichen und wirtschaftlichen Konkurrenz enthoben. Das Leistungsprinzip und die ethische Rückbindung ökonomischen Handelns wurde durch den reinen finanziellen Erfolgs ersetzt, der in Spekulationsgewinnen besteht, die keinen gesellschaftlichen Nutzen bringen. Das Aufstiegsverprechen durch Bildung kann in dieser Gesellschaftsformation nicht mehr eingelöst werden und kritische Öffentlichkeit verschwindet. Das Bankwesen habe sich als „geschlossene Parallelgesellschaft“ organisiert und hinter dem quasireligiösen Dogma einer „Börsenkirche“ verschanzt.

### Joel Kotkin
Joel Kotkin sieht in seinem Werk The Coming of Neo Feudalism. A Warning to the Global Middle Class eine Wiederkehr feudaler Strukturen im Aufstieg einer neuen Schicht von Oligarchen, die er Tech-Milliardäre nennt und teilweise mit Silicon Valley identifiziert. Sie seien die moderne Form der Monarchen Frankreichs und Russlands vor der Revolution 1788 und 1917, der Zweite Stand.
Der neue Erste Stand, die neue clerisy (Samuel Taylor Coleridge), schütze „die von Gott ernannten Oligarchen“. Diese „knowledge class“ (Daniel Bell) bestehe nur noch teilweise aus Kirchenvertretern, hauptsächlich aber aus Universitätsprofessoren, Wissenschaftlern, öffentlichen Intellektuellen und Leitern philanthropischer Stiftungen, Lehrern, Beratern, Regierungsangestellten und medizinischen Anbietern. Kotkin nennt sie im Dreiklang Hollywood, Corporate Media und „Academia“. Die Angehörigen sind nur teilweise noch die „Meritokratie“, als die sie sich darstellen. Auch hier vererben sich Positionen innerhalb der sozialen Verbindungen. Der Lebensstil dieser „kognitiven Elite“ steht nach seiner Darstellung im Gegensatz zu ihren öffentlichen Verlautbarungen: Sie moralisieren heuchlerisch von oben herab und vertreten ihre kulturellen und moralischen Normen. Dabei haben sie die Macht, „politische Narrative zu framen, um Fragen über die gescheiterte Politik zu vermeiden, die sie unterstützt oder legitimiert haben.“
Der Dritte Stand besteht aus zwei Teilen: der Yeomanry, kleinen und mittleren Unternehmern, Gewerbetreibenden und Fachkräften als dem eigentlich produktiven Teil der Gesellschaft, und der Arbeiterschaft, die in der Gegenwart in eine neue Leibeigenschaft absinke und auf Transfereinkommen angewiesen sei.
Die Zukunft sieht Kotkin im Wiedererstehen der Werte des „Dritten Standes“, Eigentum, Unternehmertum, Familie, Gemeinschaftsgeist. Die soziale Mobilität der Unter- und Mittelschichten, die er auch für den vergangenen Feudalismus konstatiert, sei in den 70er Jahren zum Ende gekommen. Seither habe sich der Reichtum in immer weniger Händen konzentriert. Durch die COVID-19-Pandemie habe sich die Entwicklung noch beschleunigt.
Die Vergrößerung des Wohlstandsgefälles, besonders der Ausschluss aus sozialen Sicherungssystemen, wird auch von Marina Caparini als Bedingung der Entstehung neofeudalistischer Verhältnisse gesehen. Diese sieht sie in ihrem Forschungsgebiet gegeben, Südafrika.
Neofeudalismus werde zudem durch die Privatisierung und Kommodifizierung der Polizeiarbeit ermöglicht und bedeutet das Ende der staatsbürgerlichen Gleichstellung, sagt Ian Loader.
Ein primäres Charakteristikum des Neofeudalismus ist, dass das öffentliche Leben der Individuen zunehmend von Wirtschaftskonzernen bestimmt wird, so Martha K. Huggins.
John Braithwaite stellt fest, dass der Neofeudalismus eine andere Regierungsform mit sich bringt, wie beispielsweise die Singapurs oder Neuseelands. Diese Regierungen greifen stärker regulierend in die Gesellschaft ein (restorative justice), anstatt keynesianisch das Sozialsystem auszubauen.
Im Zuge der Finanzkrise von 2008 erklärte der in Seattle ansässige Technologie-Milliardär Nick Hanauer, dass „unser Land [d.h. die USA] sich rasch zu einer weniger kapitalistischen Gesellschaft als vielmehr zu einer feudalen Gesellschaft entwickelt“. Seine Ansichten wurden unter anderem von dem isländischen Milliardär Björgólfur Thor Björgólfsson geteilt.

### Johannes Agnolis Involutionsbegriff
In Agnolis Werk, vor allem in Die Transformation der Demokratie wird eine Rückentwicklung der Demokratie teilweise in Kategorien des Feudalismus beschrieben. Agnoli verwendet für diese Veränderungsprozesse den Begriff Involution. Bei der Involution von Demokratie und Politik werden nach Agnolis Auffassung private überstaatliche Interessen in unpolitischen Herrschaftsformen durchgesetzt. Gegenüber einer entpolitisierten Öffentlichkeit wird diese Herrschaftsordnung durch das formale Gewand einer pseudo-pluralen Parteiendemokratie verschleiert und scheinbar legitimiert.

### Sheldon Wolin
Chris Hedges sieht in Sheldon Wolins invertierten Totalitarismus viele Übereinstimmungen mit dem Neofeudalismus, insofern über- und außerstaatliche Faktoren und Interessen den Staat instrumentalisieren, schwächen oder verdrängen.
Wenn Sie ein System des Totalitarismus haben, in diesem Fall den umgekehrten Totalitarismus, wenn Sie den Begriff der Öffentlichkeit effektiv fragmentiert und zerstört haben, wenn Sie Institutionen haben, die sich als demokratisch definieren und dennoch die bürgerliche Tugend und das Gemeinwohl aufgegeben und ihre Autorität und ihre Macht faktisch für die Interessen von Konzernen nutzen, bei der es darum geht, einen Neofeudalismus, einen Sicherheits- und Überwachungsstaat zu schaffen, eine kleine, globale oligarchische Elite zu bereichern, die Entmilitarisierung der Gesellschaft fortzusetzen und eine Supermacht selbst, die sich über militärische Fähigkeiten definiert, ist das ein Punkt, an dem wir anfangen sollten, über Revolution zu diskutieren?

## Globalisierung
Es gibt einen dritten Kontext, den die Soziologen in Anlehnung an Habermas als Re-Feudalisierung bezeichnen, um die gegenwärtigen sozioökonomischen Prozesse in der globalen Wirtschaft zu beschreiben. Die Konzepte überschneiden sich mit Diskussionen des „Neomittelalters“.
Der Schweizer Soziologe Jean Ziegler verwendet den deutschen Begriff „Refeudalisierung der Gesellschaft“, um die Kräfte hinter der neoliberalen Globalisierung zu beleuchten. In seiner Broschüre The Empire of Shame kritisiert er das neue System der „Refeudalisierung“, das auf Knappheit und Verschuldung basiere. Der Begriff wird im Englischen jedoch typischerweise mit „new feudalisation“ übersetzt, was hier die Untergrabung aufklärerischer Werte (Freiheit, Gleichheit und Brüderlichkeit) und die radikale Privatisierung öffentlicher Güter und Dienstleistungen bedeutet.
Vergleichbare Ideen entwickelte auch Sighard Neckel.

## Neoreaktionäre Bewegung
Die Neoreaktionäre Bewegung (NRx) strebt die Umwandlung von Staaten in neofeudale Aktiengesellschaften an, welche von Anteilseignern und einem Geschäftsführer beherrscht werden sollen.

## Literarische Verarbeitung
Der Gedanke, dass Boom und Wirtschaftskrise im 20. Jahrhundert Island zu feudalen Machtstrukturen zurückbrachten, wurde auch von einer Reihe isländischer Novellisten geäußert, darunter Sigrún Davíðsdóttir in Samhengi hlutanna, Bjarni Bjarnason in Mannorð, Bjarni Harðarson in Sigurðar saga fóts, Böðvar Guðmundsson in Töfrahöllin und Steinar Bragi in Hálendið: Skáldsaga.
Ähnliche Ideen finden sich in einigen englischsprachigen Erzählungen. Zum Beispiel spielt Frank Herberts Romanreihe Dune in einer fernen Zukunft mit einem neo-feudalistischen galaktischen Imperium. Das in eine dichte Rahmenerzählung eingebettete Military-Science-Fiction-Brettspiel BattleTech spielt in einer maßgeblich von feudalistischen Strukturen geprägten Welt des 31. Jahrhundert.